# Tadhkirat al-Auliya
Tadhkirat al-Auliya (arabisch تذکرة الاولياء, DMG Taḏkirat al-auliyā’ ‚Erinnerung an die Freunde [Gottes]‘, auch mit „Heiligen“ übersetzt) ist eine von dem persischen Dichter und Mystiker Fariduddin Attar verfasste hagiographische Sammlung über das Leben berühmter Sufis und ihre Wundertaten (arabisch كرامات, DMG karāmāt, Plural von كرامة, DMG karāma ‚Edelmut, Großmut, Wundertat [von Heiligen]‘). Es beginnt mit einer Biographie von Imam Dschafar as-Sadiq, dem sechsten Imam der Schia, und endet mit dem Mystiker Mansur al-Halladsch, dem Sufi-Märtyrer, die als die wichtigste literarische Quelle über sein Leben gilt. Das Werk war von großem Einfluss auf spätere Generationen von Mystikern. Es enthält viele Episoden aus dem Leben von Sufimeistern aus Chorasan.
Reynold Alleyne Nicholson und Arthur John Arberry haben sich um die Erforschung des Werkes verdient gemacht. Die Übersetzung von Arberry (Muslim Saints and Mystics) fand Aufnahme in der UNESCO-Sammlung repräsentativer Werke.
Das Werk beinhaltet Kapitel zu folgenden Personen:

## Liste der Biographien
- Imam Sadiq (Jafar Sadiq)
- Uwais Qarani (Uwais al-Qarni)
- Hasan al-Basri (Hasan Basri)
- Malik ibn Dinar (Malik Dinar)
- Muhammad ibn Wase (Muhammad Ibn Wasi' Al-Azdi)
- Habib Adschami (Habib Ajami)
- Abu Hazim Makki
- Atabah Ibn Qolam
- Rabia al-Adawiyya
- Fuzail Ayaz (Fozayl Ayaz)
- Ibrahim Adham
- Buschr Hafi (Boshr Hafi)
- Dhun-Nun al-Misri (Dhul-Nun al-Misri)
- Bayazid Bastami
- ʿAbdallāh ibn al-Mubārak
- Sufyan al-Thauri (Sufyan al Thawri)
- Schaqiq
- Abu Hanifa (Abu Hanifah)
- Schafi‘i (Al-Shafi'i)
- Ahmad ibn Hanbal
- Dawud Tai (Davood Taee)
- Hares Mahasebi (Harith al-Muhasibi)
- Abu Soleiman Darayi (Abu Soleiman Darayi)
- Muhammad ibn Sammak
- Muhammad Aslam Al-Tusi
- Ahmad Harb
- Hatam Asam
- Sahl ibn Tostari (Sahl al-Tustari)
- Maruf Karchi (Maruf Karkhi)
- Fath Museli
- Ahmad Havari (Ahmad Hevari)
- Ahmad Chazruyah (Ahmad Khezruyah)
- Abu Turab Nuchschabi (Abutorab Nokhshabi)
- Yahya Ma'az (Yahya Ma'az)
- Schah Schodscha Kermani (Shah Shoja Kermani)
- Yusuf Ibn al-Husain (Yusef Ibn Al-Huseyn)
- Abu Hafs Haddad (Abu Hafs Haddad)
- Halladsch (Mansur al-Halladsch)